# Caffè Nero
Caffè Nero (z wł. czarna kawa) – sieć kawiarni z siedzibą w Londynie, działająca głównie na terenie Wielkiej Brytanii. Powstała w 1997 roku z inicjatywy amerykańskiego przedsiębiorcy Gerry’ego Forda. Obecnie posiada ponad 500 lokali w 7 państwach. Zatrudnia ponad 4000 pracowników. W Polsce funkcjonuje w ramach zarządzanej przez przedsiębiorstwo Green Coffee franczyzy Green Caffè Nero.

## Historia
Przedsiębiorstwo zostało założone w 1997 przez Gerry'ego Forda (ur. 1957). Przed powstaniem Caffè Nero ukończył on politologię i stosunki międzynarodowe na Stanford University. Kontynuował naukę na francuskiej INSEAD, gdzie zdobył tytuł MBA, a następnie na University of Oxford (Doctor of Philosophy, odpowiednik polskiego doktora). W przeszłości pracował dla Hewlett-Packard (jako analityk finansowy), następnie przez trzy lata w Apax Partners (branża inwestycyjna), po czym został współzałożycielem Paladin Associates, mającego siedzibę w Londynie.
Pierwsze pięć lokali powstało w Londynie. W roku 1998 pojawiły się trzy kolejne, a rok później pierwszy poza Londynem, w Manchesterze. Do końca 2000 w Wielkiej Brytanii znajdowało się już 31 lokali Caffè Nero.
Od marca 2001 roku spółka notowana była na londyńskiej giełdzie papierów wartościowych, a początkowa cena za akcję wynosiła 50 pensów za sztukę. Z końcem roku sieć liczyła 80 kawiarni w 24 brytyjskich miastach.
W 2002 roku Caffè Nero odkupił od sieci McDonald’s 26 z 35 kawiarni Aroma, przynoszących dotychczasowemu właścicielowi straty. W tamtym momencie Caffè Nero miało dług 9 milionów funtów, wynikający ze sprzedaży akcji. Lokale Aroma wyceniono na 3,5 miliona funtów, przy czym zmiana wystroju kawiarni miała kosztować dodatkowych 60 000 funtów za lokal. Caffè Nero zakończyło rok z liczbą 106 kawiarni, a dwa lata później zakupiło dodatkowych 12 od Coffee Republic.
W październiku 2005 roku Caffè Nero zajęło 20. miejsce na liście 500 europejskich przedsiębiorstw pod względem tempa rozwoju („20th fastest growing company”). Tytuły Europe’s 500 Entrepreneurs for Growth przyznawane są corocznie przez BusinessWeek i Europe’s 500, organizację non-profit mającą swoją siedzibę w Brukseli.
W 2007 roku Gerry Ford odkupił akcje Caffè Nero od pozostałych udziałowców i usunął spółkę z londyńskiej giełdy papierów wartościowych. Cena akcji wynosiła wówczas 270 pensów.
W 2007 powstał pierwszy lokal poza Wielką Brytanią – w Turcji. Ponadto w tym samym roku otwarto pierwsze punkty Nero Express na stacjach benzynowych w Wielkiej Brytanii.
W 2009 roku Caffè Nero pojawiło się w Zjednoczonych Emiratach Arabskich, z pierwszym lokalem otwartym w Dubaju.

## Produkty

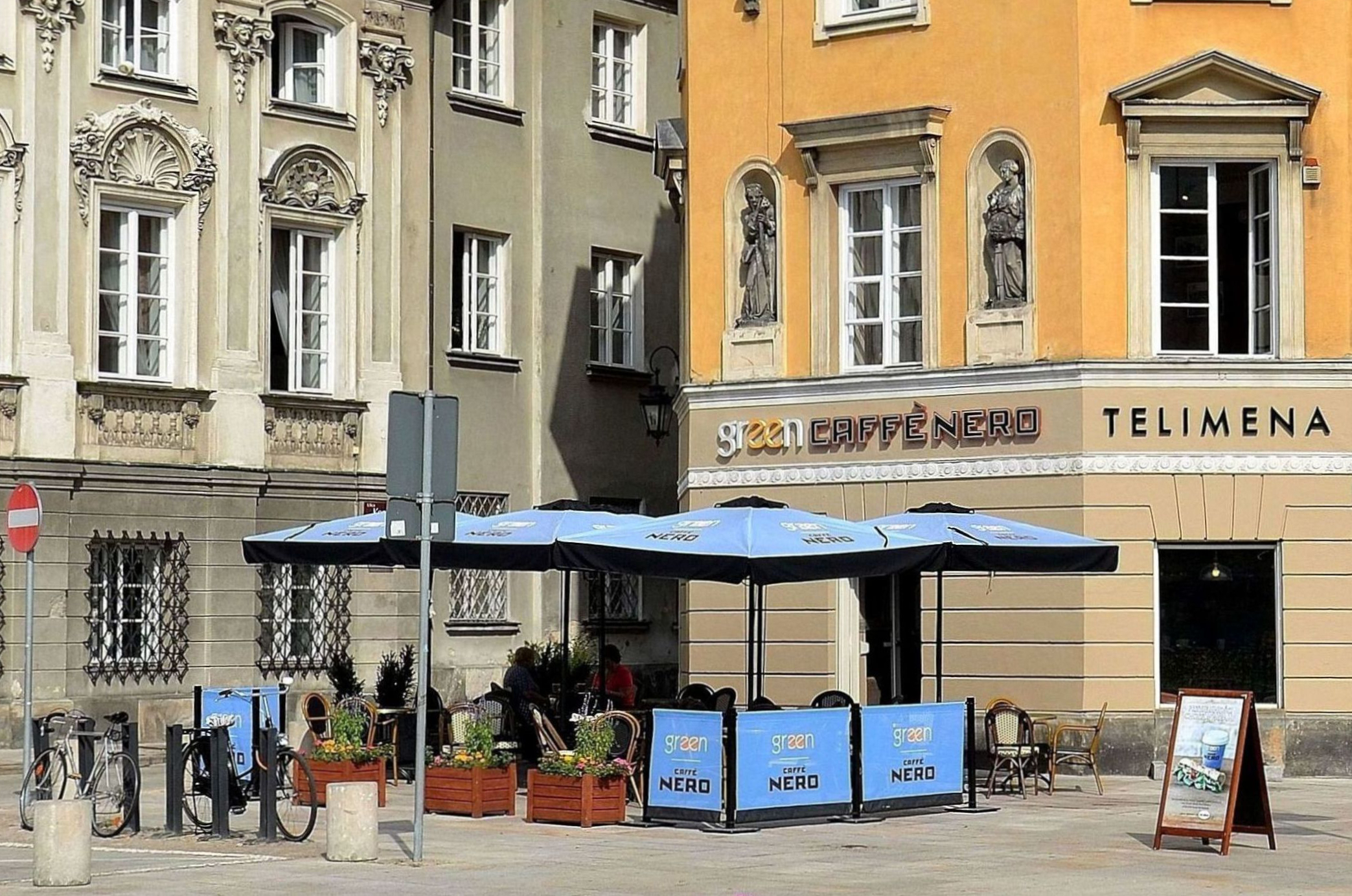
Green Caffè Nero w Warszawie, kamienica Kestnerów

### Napoje
Caffè Nero oferuje przede wszystkim kawę podawaną w trzech rozmiarach przyrządzoną na wiele różnych sposobów. Podstawowymi kawami są: espresso, espresso macchiato, espresso ristretto, espresso con panna, americano, latte, cappuccino, mocha. Ponadto dostępne są napoje specjalne: Chai Latte, Hot Chocolate Milano (bardzo słodka, gęsta czekolada), White Chocolate Mocha (mokka z białą czekoladą) i Caramelatte. Oprócz standardowego przepisu, klient może zamówić kawę na mleku o niskiej zawartości tłuszczu, bądź sojowym, a także bezkofeinową, z syropem smakowym lub kremem. W ofercie znajdują się również herbaty.
W okresie świątecznym co roku wprowadzane są napoje specjalne. W roku 2011 były to: Cinnamon Hot Chocolate (gorąca czekolada o smaku cynamonu), Dark Chocolate Mocha (mokka z ciemną czekoladą), Amaretto Latte (z bezalkoholowym syropem o smaku amaretto).
Caffè Nero oferuje również zimne napoje, takie jak: Fruit Booster (naturalne soki owocowe miksowane z kostkami lodu), milkshake, a także zimne napoje na bazie kawy.

### Produkty żywnościowe
W ofercie Caffè Nero można znaleźć tradycyjne włoskie panini, jak również kanapki, wrapy, zupy i sałatki. Ponadto różne rodzaje pieczywa (m.in. croissant), muffiny, ciasta, ciastka, chipsy, jogurty.

## Incydent z Salmonellą
W maju 2018 roku 162 osoby doznały zatrucia po spożyciu produktów z Green Caffe Nero w kawiarniach na terenie Warszawy, Krakowa, Wrocławia, Ożarowa Mazowieckiego i Legionowa. Spośród poszkodowanych 49 osób (w tym 6 dzieci) wymagało hospitalizacji. Powodem zatrucia była prawdopodobnie bakteria Salmonelli z grupy D. Kontrola przeprowadzona przez Państwową Inspekcje Sanitarną w kawiarniach tej sieci oraz w należącym do sieci zakładzie produkcyjnym Muffia wykazała nieprawidłowości, polegające m.in. na przerwaniu łańcucha chłodniczego. Liczbę osób narażonych inspekcja sanitarna oceniła na 7000. Na firmę nałożono mandaty karne za nieprzestrzeganie zasad bezpieczeństwa. Przeprosiny za zaistniałą sytuację wystosował prezes polskiej sieci Adam Ringer.